# Sting (Tolkien)
Sting är ett svärd i författaren J.R.R. Tolkiens fiktiva värld Midgård som Bilbo gav till Frodo när denne kom till Vattnadal. Svärdet lyser med ett blått sken om orcher finns i närheten, och ökar i ljusstyrka ju närmare de befinner sig.
Sting var ett magiskt vapen som användes av Bilbo Bagger i Bilbo - En hobbits äventyr. Bilbo hittade det i ett förråd som trollen haft tillsammans med svärden Glamdring och Orcrist. Sting var troligen smidd av alverna i Gondolin under den Första Åldern. Trots att det endast var som en dolk för människorna och alverna kom det att passa perfekt som ett svärd åt en hobbit. Bilbo gav Sting till Frodo innan Ringens brödraskap reste från Vattnadal. När Frodo blev förråd vid passet vid Cirith Ungol kom Sam att rädda det från att bli taget och sedan ge det tillbaka till Frodo. 
Bilbo namngav svärdet efter att ha kämpat mot spindlar i Mörkmården. Det var spindlarna själva som kallade det för ”sting”. 
Sting har den magiska kraften att kunna upptäckta orcher som befinner sig i närheten. När orcher är nära lyser den blå, som den gjorde när brödraskapet mötte orcher i Morias gruvor. Detta var en gemensam egenskap bland alvernas svärd under den Första Åldern, speciellt dem som smitts i Gondolin. 
Sting var extremt vass. Bilbo lyckades stöta sig fram utan problem djupt in i den täta skogen vid Vattnadal. Frodo kom även att skada ett troll i Moria efter att Boromir orsakat en skåra i hans svärd efter att även han försökt skada trollet. Sting kom att bli användbar i Honmonstrets håla när den lätt högg igenom Honmonstrets spindelnät. Med tanke på att spindlar i den storleken var ett hot i bergen söder om Gondolin var det inte konstigt att vapen av den här typen designades för att hugga igenom deras nät. Gollum som hatade allt som gjorts av alver var rädd för Sting. Denna rädsla hjälpte Bilbo när han mötte Gollum under Dimmiga Bergen i Bilbo - En hobbits äventyr. Det hjälpte även Frodo att tämja Gollum tillfälligt i Ringarnas herre.